# Jytte
Jytte er et pigenavn, der er dannet ud fra det plattyske Jutta, som er en kortform af Judith. Ud over de nævnte forekommer også mellemformen Jytta på dansk. I alt næsten 21.000 danskere hedder Jytte, Jytta eller Jutta ifølge Danmarks Statistik.

## Kendte personer med navnet
- Jutta af Sachsen, dansk dronning til Erik 4. Plovpenning.
- Jytte Abildstrøm, dansk skuespiller.
- Jytte Andersen, dansk politiker og tidligere minister.
- Jytte Borberg, dansk forfatter.
- Jytte Breuning, dansk skuespiller.
- Jytte Hilden, dansk politiker og tidligere minister.
- Jytte Pilloni, dansk sanger og skuespiller.
- Jytte Rex, dansk filminstruktør.

## Navnet anvendt i fiktion
- Jytte er en person i tv-julekalenderen Jesus & Josefine; hun spilles af Bodil Jørgensen.

## Andre anvendelser
- 'Jytte' er en kulturpris, der uddeles af HK/Kommunals Biblioteksudvalg.